# Crimson Apple
Crimson Apple, voorheen bekend als The Colby Benson Band, is een Amerikaanse band.
De band werd opgericht in 2012 en bestaat uit de vier zussen Carthi, Colby, Faith en Shelby Benson.

## Discografie
- How High (2015)
- Who Needs a Heart (2015)
- Shout Out (2016)
- Can't Get Out of Bed (2018)
- Somebody (2019)